# Пир (фильм, 2005)
«Пир» (англ. Feast) — американский боевик и комедийный фильм ужасов 2005 года. Он явился результатом третьего сезона документального сериала Project Greenlight любительского кинематографа и участия в кинофестивале.[уточнить] Команду создателей составляли сценаристы Маркус Данстэн, Патрик Мелтон и режиссёр Джон Гулагер. Исполнительными продюсерами являлись Бен Аффлек, Мэтт Деймон, Крис Мур (все от своей продюсерской компании LivePlanet), Уэс Крэйвен и Maloof family. Продюсирование и дистрибуцию фильма осуществляла кинокомпания Dimension Films совместно с Maloof Motion Pictures и Neo Art & Logic.
Это был первый фильм в серии, продолженной фильмами «Пир 2: Кровавые секунды» (2008) и «Пир 3: Счастливая кончина» в (2009).

## Сюжет
В баре, расположенном посреди пустыни, группа людей подвергается нападению чего-то сверхъестественного и вынуждена закрыться внутри в глухой обороне.

## В ролях
| Актёр               | Роль                   |
| ------------------- | ---------------------- |
| Бальтазар Гетти     | Бозо                   |
| Криста Аллен        | Таффи официантка       |
| Клу Гулагер         | бармен                 |
| Джош Цуккерман      | «Hot Wheels» брат Бозо |
| Генри Роллинз       | аферист «тренер»       |
| Нави Рават          | Героиня                |
| Эрик Дэйн           | Герой                  |
| Айлин Райан Пенн    | Бабуля                 |
| Дайан Голднер       | Харли                  |
| Джейсон Мьюз        | камео                  |
| Тайлер Патрик Джонс | Коди сын Таффи         |
| Дженни Уэйд         | «Хани Пай»             |
| Энтони «Трич» Крисс | «ветеран»              |

## Производство и выход фильма
Первоначально фильм продюсировался Miramax Films, а затем им занялись Боб и Харви Ванштейны на своей недавно образованной студии The Weinstein Company совместно с брендом Dimension Films.
Премьера фильма состоялась на кинофестивале фантастики в Остине, Техас, международном кинофестивале в Чикаго, международном кинофестивале фильмов ужасов и научной фантастики и кинофестивале в Саванне в различные даты в течение октября 2005 года. На кинофестивале в Остине 2005 года Джон Галагер был назван лучшим режиссёром за работу над этим фильмом.
Фильм вышел в кинотеатрах США 22 сентября 2006 года. Релиз на DVD состоялся 17 октября 2006 года.

### Выход в мире
- США: 22 сентября 2006
- Гонконг: 1 февраля 2007
- Аргентина: 8 февраля 2007
- Венгрия: 27 февраля 2007
- Финляндия: 9 марта 2007
- Норвегия: 21 апреля 2007

### Сиквелы
В продолжение вышли два сиквела: «Пир 2: Кровавые секунды» в 2008 и «Пир 3: Счастливая кончина» в 2009 годах. Режиссёром обоих также стал Джон Галагер, а сценаристами — Патрик Мелтон и Маркус Данстэн; в съёмках участвовали прежние актёры Дженни Уэйд, Клу Галагер и Дайан Голднер: Уэйд в роли «Хани Пай», Клу Гулагер в роли бармена и Дайана Голднер в роли Biker Queen.

## Критика
Фильм получил смешанные отзывы. На агрегаторе рецензий Rotten Tomatoes рейтинг одобрения составляет 55 % на основе 56 обзоров со средневзвешенной оценкой 5,8 из 10. Критический консенсус сайта гласит: «Директор Гулагер максимально использует то, что ему дают; в результате фильм предлагает несколько удивительно вкусных кусочков, хотя и далеко не питательных». На Metacritic средневзвешенный рейтинг составляет 43 из 100, что указывает на «смешанные или средние отзывы». На IMDB.com фильм получил 6,4 балла из 10, на чешских агрегаторах обзоров csfd.cz 56 % из 100 и на fdb.cz 62,4 % из 100.